# Kaple svatého Prokopa (Dolní Hluboká)
Kaple svatého Prokopa je barokní stavba v Dolní Hluboké, části města Krásno v okrese Sokolov. Nachází se uprostřed návsi v údolí při levém břehu Dolského potoka.
Od roku 1988 je kaple chráněna jako kulturní památka České republiky.

## Historie
Až do roku 1655, kdy se Dolní Hluboká stala obcí, spadala osada pod bečovské panství. Kapli svatého Prokopa v pozdně barokním slohu nechala roku 1754 postavit hraběnka Questenberková, architekt i stavitel jsou však neznámí. K vysvěcení kaple došlo 4. července 1755.
Spadala pod farní kostel svatého Jiří v Bečově nad Teplou. Po druhé světové válce došlo k odsunu německého obyvatelstva a Dolní Hluboká byla zahrnuta do vojenského výcvikového prostoru Prameny ve Slavkovském lese. Kaple přestala být udržována a chátrala, když roku 1953 armáda vojenský prostor opustila, byla v dezolátním stavu. Vnitřní vybavení bylo zničeno a rozkradeno.
V roce 1999 proběhla oprava krovu a střešní krytiny. Při částečné rekonstrukci nechalo město Krásno oplechovat střechu kaple včetně zvoničky. Zároveň došlo k obnově oken, dveří a vnějších stěn, kaple byla nově omítnuta. Zůstává však (stav v roce 2016) nadále bez vnitřního zařízení.

## Stavební podoba

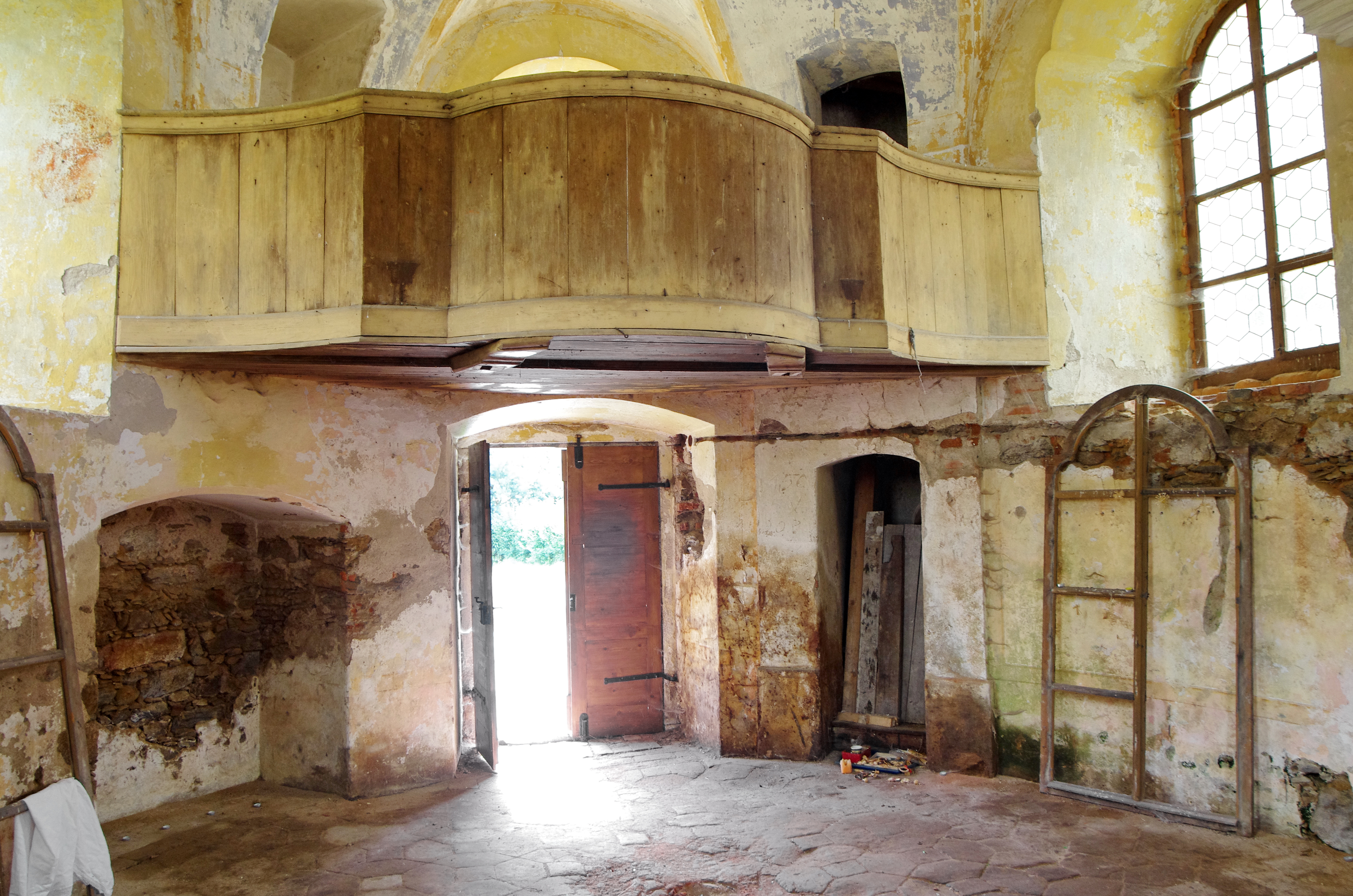
Interiér v červenci 2016

Kaple byla postavena na podkovovitém půdorysu o délce 10 metrů.
Průčelí kaple směřuje na západ a je členěno čtyřmi pilastry, portál v ose je lemován kamenným ostěním, do něhož byl v nadpraží vytesán letopočet 1754. Nad ním a nad oknem, které prosvětluje prostor kruchty, je výrazný štít s trojúhelníkovým tympanonem. Ve středu štítu se nachází polokruhově završená nika, po obou stranách lemována dvojicí menších pilastrů. Kaple má sedlovou střechu, která na východní straně plynule přechází do kuželovitého závěru se sanktusovou věžičkou. Věžička je zakončena cibulovou bání s dvouramenným křížem navrchu. Na severní průčelí býval velký vyřezávaný krucifix z 18. století. Vnější stěny jsou členěny lizénovými pásy a završeny mohutnou korunní římsou pod střechou. Loď kaple je členěna dvojicemi pilastrů a sklenuta valeně s lunetami. Presbytář není architektonicky oddělen, je pouze vizuálně ohraničen členěním v interiéru.
Veškeré vybavení interiéru pocházelo z doby výstavby. Oltář se sloupkovou architekturou byl zdoben dřevěnými barokními sochami. V retabulu stála socha sv. Prokopa, po stranách byly sochy římských mučedníků sv. Jana a Pavla a na vrcholu nástavce socha sv. Archanděla Michaela. Na sloupech oltáře stávaly sochy sv. Jana Nepomuckého a sv. Josefa s Ježíškem. K zařízení kaple náležela rovněž socha krásenské Madony, zřejmě jedna z mnoha kopií, dále ještě jedna socha svatého Jana Nepomuckého z poloviny 18. století. Z vybavení kaple se nic nedochovalo.